# Kỳ Thượng, huyện Kỳ Anh
Kỳ Thượng là một xã thuộc huyện Kỳ Anh, tỉnh Hà Tĩnh, Việt Nam.

## Địa giới hành chính
Xã Kỳ Thượng nằm ở cực tây của huyện Kỳ Anh.
- Phía bắc giáp các xã Cẩm Sơn và Cẩm Lạc, huyện Cẩm Xuyên, tỉnh Hà Tĩnh.
- Phía đông giáp các xã Kỳ Tây và Kỳ Lâm, huyện Kỳ Anh, tỉnh Hà Tĩnh.
- Phía nam giáp xã Kỳ Sơn, huyện Kỳ Anh, tỉnh Hà Tĩnh và các xã Đồng Hóa, Thuận Hóa, huyện Tuyên Hóa, tỉnh Quảng Bình.
- Phía tây giáp xã Kim Hóa, huyện Tuyên Hóa, tỉnh Quảng Bình và xã Cẩm Thịnh, huyện Cẩm Xuyên, tỉnh Hà Tĩnh.

## Giao thông
- Xã Kỳ Thượng có quốc lộ 22 chạy qua.